# Ierapoli Bambice
Ierapoli Bambice era un'antica città siriaca, dove ora sorge Manbij, Siria.
Il suo nome in siriaco era Mabog (anche Mabbog, Mabbogh, o Mabbūgh), il nome greco antico era Bambice (Βαμβύκη, Bambyke).

## Storia

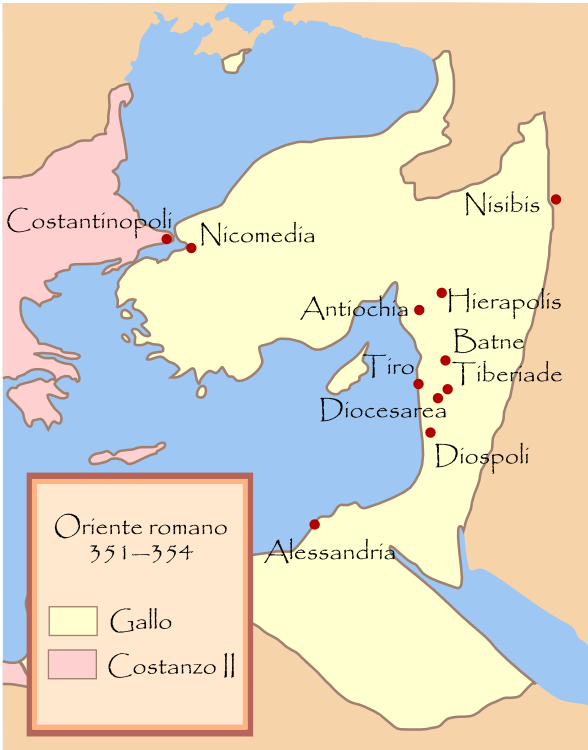
Hierapolis all'interno dell'Oriente romano (351-354)

La città era importante per il suo santuario commageno, dedicato alla venerazione della dea della natura siriana Atargatis. I Seleucidi ne fecero la principale stazione intermedia della strada che collegava Antiochia a Seleucia sul Tigri; sotto di loro divenne famosa come la "città del santuario" (Ἱερόπολις, Hieropolis) e poi come la "città sacra" (Ἱεράπολις, Hierapolis).
Marco Licinio Crasso saccheggiò il tempio all'inizio della sua campagna contro i Parti (53 a.C.).
La città divenne il punto di partenza delle campagne romane contro i Parti prima e i Sasanidi poi. Fu conquistata nel 252/253 da Sapore I nel corso delle sue campagne militari. Nel 354 vi si recò il cesare Costanzo Gallo; pochi anni dopo (363) l'imperatore romano Giuliano, che stava iniziando la sua campagna contro i Sasanidi, la trovò in rovina. Successivamente l'imperatore Giustiniano I non riuscì a difenderla, cosicché il re sasanide Cosroe I poté chiedere un riscatto per liberarla.